# Karan Ashley
Karan Ashley, född 28 september 1975 i Odessa i Texas, är en amerikansk skådespelerska, sångerska och talkshowvärd. Hon är mest känd för att spela rollen som den gula Power Rangern Aisha Campbell i Fox Kids-serien Mighty Morphin Power Rangers. Hon har också varit medlem i den kortlivade tjejgruppen K.R.U.S.H under år 1992, detta under artistnamnet "Ashley Jackson". En av gruppens låtar var med på soundtracket till filmen Mo' Money, även den från 1992.

## Filmografi (i urval)

### Filmer
- 1995 – Mighty Morphin Power Rangers: Filmen[1]
- 2023 – Mighty Morphin Power Rangers: Once & Always

### TV-serier
- 1994–1996 – Mighty Morphin Power Rangers (TV-serie) (även 2023)
- 1996 – I Coopers klass (TV-serie)
- 1999 – Kenan & Kel (TV-serie)
- 2000 – The Parkers (TV-serie)